# 音楽心理学
音楽心理学（おんがくしんりがく、英: Music psychology）は、心理学および音楽学の派生学問とみなされている。音楽心理学は、音楽的行動や音楽体験の解明・理解を目指しており、音楽の知覚・創作、音楽への反応、日々の生活に取り入れられた音楽に対する過程への考察を含んでいる。
音楽心理学は、組織的観察と身体実験の反応を収拾したデータに基づいた実証研究を第一のよりどころとして進められている。音楽心理学は、演奏・作曲・教育・音楽評論・音楽療法はもちろん、資質・スキル・知能・想像力・社会的行動についての臨床的研究にも関わる広範囲な実践に関連する研究分野である。
音楽心理学は非心理学的な視点の音楽学や音楽活動を明確にすることもできる。例えば、旋律・ハーモニー・音程・リズム・拍子・楽式などのストラクチャーを、知覚研究・コンピュータモデリングを行うことによって音楽理論の発展に貢献している。音楽史研究においては、作曲者と作品に関係する知覚的・情緒的・社会的反応の心理学的解析が、音楽語法の体系的学習に寄与している。音楽民族学には、異文化間の音楽認識の違いを学ぶ際の心理学的アプローチが寄与している。

## 概要
現代では、音楽心理学の国際的な場で、「どうして人間は　莫大な量の時間・労力・金を音楽活動に費やすのか」という疑問を囲む多くの事例が、徐々に研究されている。音楽心理学は、人間文化の科学的調査として見なされうる。この調査の結果を保ち、また保ち続けることは、人間の価値や・個性・自然・QOLなど、一般人に関係する問題と直接からみ合う事柄である。

## 歴史
音楽を心理学の立場で研究し始めたのは、19世紀の終わりごろ〜20世紀初めにかけてである。
その後、音楽心理学の成果が1930年代ごろ、高野瀏(発行年:1935年)、相沢陸奥男(発行年:1935年)、リチャード・ミュラー＝フライエンフェルス(de:Richard Müller-Freienfels,発行年:1936年)やカール・シーショア(発行年:1938年)によって書物にまとめられ始めた。現在では、各分野に渡って研究が進んでいる。

## 手法
音楽心理学でも、他の心理学分野と同様のアプローチが行われる。具体的には、観察法・実験法・質問紙法などを使い、音楽に関する性質を検証していく方法がとられる。
なお、音楽心理学の中にある論点は、しばしば答えることが難しいものがある。それ故、注意深く品質管理の手続きをされた調査文献に委ねる必要がある。これらは概して匿名の専門家による査読の形を取り、それは、すべての主要な音楽心理学に関する学会・連盟・雑誌で標準的な主眼点である。

## 研究範囲
音楽心理学者は、あらゆる視点の音楽的行動に対して、あらゆる心理学的視点から、当てはまる方法や知識を用いて研究する。例えば、下記の研究内容を含む。
- 知覚・認知
  - （音楽における）行動
- 脳科学
  - 音程認知
    - 絶対音感

  - リズム
  - 音楽訓練の脳活動
  - 運動イメージ
- 音響心理学
- 認知音楽学
- 評価音楽学
- 音楽進化学
- 文化による違い

研究対象としては下記のものがあげられる。
- 毎日の音楽リスニングの状態（運転中・食事中・買い物中・読書中、など）
- 音楽の式典と集会（宗教的、祭典、スポーツ、政治的イベントなど）
- 器楽・声楽の学習を伴う、特定の過程と技術
- ダンスのような音楽的行動と、音楽に対する感情的反応
- 人の一生を通しての音楽的行動・能力の発達
- 個人やグループの個性を形作る音楽の役割
- 音楽的嗜好（「どうして私たちは特定ジャンルの音楽を好きになったり嫌いになったりするのか」の理由）
- 音楽的嗜好の社会的影響（親子・家族・専門家・社会的背景、など）
- 音楽聴取の構造（旋律・フレーズ・ハーモニー・音程・リズム・拍子・ダンス・テンポ、および、構文のような準言語的要素）
- 音楽的パフォーマンスを伴う心理学的プロセス。例えば下記のものがあげられる。
  - 読譜（読譜時の目の動きを含む）
  - 即興演奏
  - グループパフォーマンスにおける個人的・社会的な視点
  - 紙またはコンピュータを使用した作曲・編曲

## 心理学との関連
- 生体心理学（神経心理学を含む）
- 知覚（音響心理学を含む）
- 音楽認識（言語、思考、意識、学習、記憶など、認識に関することがらにつながる）
- 動機付けと情緒
- 子どもの発達（発達心理学を含む）
- 健康（ストレス、コーピング、心理療法、精神疾患を含む）
- 音楽療法
- パーソナリティと個人差
- スキル（才能、創造性、知能を含む）
- 社会心理学と認識
- 「音楽と脳」
- 失音楽症（en:Music-specific disorders。音痴などを含む。）

## 音楽教育分野に関する音楽心理学研究
音楽心理学での「スキル（才能、創造性、知能を含む）」、「情緒（Emotion）」「情操（Sentiment）」「知覚」などに関する研究を、音楽教育に応用しようとする試みもあり、古くはジェームス・マーセルなどが研究の対象としていた。1980年には、実験心理学的な手法も音楽教育研究に採用されるようになっている。
これらたくさんの有望な分野の相互作用に関する調査は、やっと始まったばかりである。

## 日本国内の文献

### 学会誌
- 音楽知覚認知研究

### 書籍
- ダイアナ・ドイチュ 『音楽の心理学（上）』,寺西 立年・宮崎 謙一・大串健吾 訳,西村書店,1987年
- ダイアナ・ドイチュ 『音楽の心理学（下）』,寺西 立年・宮崎 謙一・大串健吾 訳,西村書店,1987年
- B.C.J.ムーア『聴覚心理学概論』,大串健吾 監訳, 1994年
- 梅本堯夫 『音楽心理学の研究』,ナカニシヤ出版,1996年
- R.アイエロ『音楽の認知心理学』, 大串健吾 監訳, 1998年
- 谷口高士 編 『音は心の中で音楽になる 音楽心理学への招待』,北大路書房,2000年
- DJ・ハーグリーブズ、EC・ノース編『人はなぜ音楽を聴くのか―音楽の社会心理学』,東海大学出版会,磯部二郎，沖野成紀，小柴はるみ，佐藤典子，福田達夫 訳,　2004年
- 波多野誼余夫 『音楽と認知』(新装版), 東京大学出版会, 2007年
- P.N.ジュスリン、J.A.スロボダ 『音楽と感情の心理学』,大串健吾・星野悦子・山田真司 監訳, 誠信書房,2008年
- 岩宮眞一郎『CDでわかる 音楽の科学』, ナツメ社, 2009年
- 柏野牧夫『音のイリュージョン―知覚を生み出す脳の戦略』, 岩波書店, 2010年
- R.パーンカット、G.Ｅ.マクファーソン 編 『演奏を支える心と科学』安達真由美・小川容子 監訳, 誠信書房,2011年
- 日本音響学会編『音楽はなぜ心に響くのか―音楽音響学と音楽を解き明かす諸科学』,

山田真司・西口磯春 編著/ 永岡都・北川純子・谷口高士・三浦雅展・佐藤正之　著 コロナ社, 2011年
- D・ミール、R・マクドナルド、DJ・ハーグリーヴズ編 『音楽的コミュニケーション: 心理・教育・文化・脳と臨床からのアプローチ』, 星野悦子監訳, 誠信書房,2012年
- 古屋晋一『ピアニストの脳を科学する　超絶技巧のメカニズム』春秋社,2012年

## 日本国内の研究機関・研究者
- 聴覚心理学・音響心理学・音楽心理学の研究室(京都市立芸術大学 津崎実研究室)
- 音楽心理学(九州大学芸術工学部　中島祥好研究室)
- 九州大学大学院芸術工学研究院　岩宮眞一郎教授のHP
- 九州大学大学院芸術工学研究院 デザイン人間科学部門 上田和夫准教授
- Welcome to Taka's Homepage(大阪学院大学情報学部　谷口高士教授のWebサイト)

### 日本国内の関連学会・団体
- 日本音楽知覚認知学会
- 日本心理学会音楽心理学研究会
- 日本音楽心理学音楽療法懇話会 - ウェイバックマシン（2007年12月14日アーカイブ分）
- 日本音楽教育学会
- 音楽情報科学研究会
- 日本音楽療法学会
- 音楽の科学研究会
- 日本心理学会
- 日本認知心理学会
- 日本認知科学会
- 日本音響学会
- 電子情報通信学会
- 情報処理学会

## 日本国外の文献

### 日本国外の学会誌
- Psychology of Music
- Music Perception
- Musicae Scientiae
- Journal of New Music Research
- Psychomusicology: Music, Mind, and Brain
- International Journal of Music Education
- Journal of Research in Music Education
- Journal of the Acoustical Society of America

### 書籍
- Juslin, P. N., & Sloboda, J. A. (Eds.). (2010). Handbook of music and emotion: Theory, research, applications.. Oxford University Press.
- Hallam, S., Cross, I., & Thaut, M. (Eds.). (2008). Oxford handbook of music psychology, Oxford University Press.

## 日本国外の研究機関
- Royal College of Music, London, UK
- University of Sheffield, Department of Music, UK
- University of Leeds, Faculty of Performance, Visual Arts and Communications,UK
- Royal Northern College of Music, UK
- University of Cambridge Faculty of Music, UK
- Oxford University Faculty of Music, UK
- University of Edinburgh, Scotland
- University of London,Goldsmiths,UK
- University of Graz, Austria
- Uppsala University, Sweden
- University of Jyväskylä, Finland
- University of Helsinki Brain and Music Team, Finland
- Ohio State University, USA
- McGill University, Music Perception and Cognition Lab, CANADA
- University of Toronto,　Music Development Lab, CANADA
- Hanover University, Music Research and Music Education, GERMANY
- Ghent University, Institute for Psychoacoustics and Electronic Music, Belgium
- University of Western Sydney, The MARCS Institute, Australia
- University of Melbourne Faculty of Music, Australia
- University of Sydney, Applied Research in Music Performance, Australia

### 日本国外の関連学会・団体
- International Society for Music Perception and Cognition (ICMPC)
- European Society for the Cognitive Sciences of Music (ESCOM)
- Society for Education, Music, and Psychology Research (SEMPRE, Britain)
- Society for Music Perception and Cognition (SMPC, USA)
- Australian Music and Psychology Society (AMPS, Australia)
- Asia-Pacific Society for the Cognitive Sciences of Music (APSCOM)
- European Network for Music Educators and Researchers of Young Children (MERYC)
- International Symposium on Performance Science (ISPS)

### 人物

#### 日本
波多野完治、梅本尭夫、難波精一郎、大串健吾、中村敏枝、桑野園子

#### 日本国外
ゲーザ・レーヴェース、カール・シーショア（en:Carl Seashore）、ジェームス・マーセル（en:James Mursell）、ダイアナ・ドイチュ、ジョン・スロボダ（en:John Sloboda）、D・J・ハーグリーブズ（en:Hargreaves）、

### 関連する学問、その他
- 音楽学 - 音楽理論
- 音響学 - 音楽音響学
- 心理学 - 音響心理学 - ゲシュタルト心理学